# Gacha Gacha
Gacha Gacha (jap. ガチャガチャ, Gachagacha) ist ein Manga des japanischen Zeichners Hiroyuki Tamakoshi, der von 2002 bis 2007 in Japan erschien. Noch 2002 startete der Ableger Gacha Gacha Secret, im Englischen auch Gacha Gacha: The Next Revolution. Er lässt sich in die Genre Shōnen, Komödie, Etchi und Romanze einordnen.

## Handlung
Gacha Gacha ist in zwei separate Geschichten unterteilt, wobei die zweite ein paar Jahre nach der ersten spielt.

### Gacha Gacha (Band 1–5)
Kohei Nanjou (南場 コウヘイ, Nanjō Kōhei) und Clara Hanazono (花園 クララ, Hanazono Kurara) sind Klassenkameraden seit der Grundschule. Nach einem verhängnisvollen Reise nach Hawaii,  entwickelt Clara plötzlich multiple Persönlichkeiten. Diese Persönlichkeiten treten jeweils ohne Vorwarnung auf und haben die unterschiedlichsten Charakter. Als erstes kriegt es Kohei mit der sexy Alisa zu tun, welche ihn durch ihre schamlose Avancen immer wieder in peinliche Situationen manövriert. Meistens verschwindet dann genau in solchen Situationen Alisa wieder und Clara, die sich an nichts erinnert, schaut Kohei schon bald als perversen Lüstling an. Während des Verlaufs der Geschichte tauchen weitere Persönlichkeiten in Alisa auf. Unter anderem sind das ein naives Schulmädchen, eine Kampfsportexpertin sowie eine Katze. Clara, die zwar um ihre „Krankheit“ weiß, aber diese zuerst geheim hält, vertraut sich Kohei an wenn dieser ihr im Gegenzug hilft. So erzählt sie, dass sie einen Prototyp für ein neues Spiel getestet hat. In diesem Spiel, genannt Gacha2, wird der Geist durch einen Helm in eine virtuelle Umgebung eingespeist. Durch einen Bug wurden allerdings einige Charaktere dieser virtuellen Umgebung in Clara kopiert. Kohei versucht fortan Claras verschiedene Persönlichkeiten unter Kontrolle zu  halten. Gleichzeitig suchen sie einen Weg diese loszuwerden. Im Laufe der Geschichte entdecken sie ihre Zuneigung zueinander.

### Gacha Gacha Secret (Band 6–16)
Akira Hatsushiba (初芝 晃) ist heimlich in die schöne Yurika Sakuraba (桜庭 ユリカ) verliebt. Doch diese scheint in gar nicht zu bemerken. Durch einen Unfall in der Gacha2 Maschine verwandelt sich Akira in ein Mädchen. Er findet heraus, dass er jedes Mal, wenn er niesen muss zwischen seinem Jungen- und seinem Mädchenkörper hin und her wechseln kann. So freundet er sich als Mädchen mit seiner großen Liebe an und kommt ihr näher. Akira versucht so viel Zeit wie möglich mit Yurika zu verbringen und so mehr über Frauen zu lernen. So nimmt ihn Yurika unter anderem mit um für ihn einen BH zu kaufen. Dabei gerät er mit sich selber immer wieder in einen moralischen Konflikt. Denn Yurika, die nicht ahnt, dass ihre Freundin eigentlich ein Junge ist, hat natürlich keine Scham sich vor ihm umzuziehen. Doch Akira hofft dadurch eine Chance zu erhalten, auch als Junge Yurika näher zu kommen.

## Veröffentlichungen
In Japan erschien die Serie von Dezember 2002 bis Oktober 2007 in Kodanshas Shōnen Magazine, ab 2003 dann in dessen Sonderausgabe Magazine Special. Die erste Geschichte umfasst die Kapitel aus dem regulären Shōnen Magazine. Die Kapitel beider Geschichten wurden bis Dezember 2007 in 16 Sammelbände zusammengefasst.
Die Deutsche Ausgabe von Gacha Gacha erschien bei Heyne Manga ab Juni 2006. Im März 2008 wurde die Veröffentlichung nach 10 Sammelbänden abgebrochen. Die Übersetzung stammt von Cora Hartwig. Eine englische Fassung erschien bei Del Rey und eine italienische bei Play Press.

## Rezeption
Laut Jason Thompson ist die einzige Innovation der Geschichte, dass die im Genre üblichen stereotypen weiblichen Figuren alle in einen Charakter gepresst werden. Die Geschichte entwickele sich nicht weiter, außer wenn Kurara mit den Konsequenzen ihrer Probleme umgehen müsse, die episodenhafte Handlung sei unoriginell und die Charaktere eindimensional. Der Zeichenstil sei glatt und gewöhnlich.
Die AnimaniA schreibt, Tamakoshi gelinge „das Kunststück, heiße, nackte Tatsachen mit einer lustigen Story zu verbinden“. So werde die zunächst wie eine „normale Highschool-Love-Comedy“ wirkende Geschichte schnell „wesentlich turbulenter und schamloser“. Der Zeichenstil sei ähnlich wie bei Masakazu Katsura – auch Vergleich, den auch Jason Thompson zieht – doch nutze Tamakoshi wesentlich detailliertere Hintergründe und eine lockere Panelaufteilung.